# Cinemagrafia

Una cinemagrafia, dove gli steli in primo piano si muovono in modo appena percettibile

Una cinemagrafia è una fotografia digitale in cui è presente un piccolo movimento, spesso ripetitivo. Di solito, sono pubblicate come immagini in formato GIF, e possono dare all'osservatore l'illusione di osservare un video.
Possono essere prodotte con una serie di foto o una breve registrazione video, convertite appunto grazie ad appositi software nel formato GIF. Inoltre, generalmente il movimento riguarda solo un piano della fotografia (per sottolineare il contrasto con il resto della foto, immobile), ed è prodotto tramite la ripetizione infinita della stessa sequenza di fotogrammi.
Il termine "cinemagraph" fu coniato dai fotografi statunitensi Kevin Burg and Jamie Beck.